# Denise de Casabianca

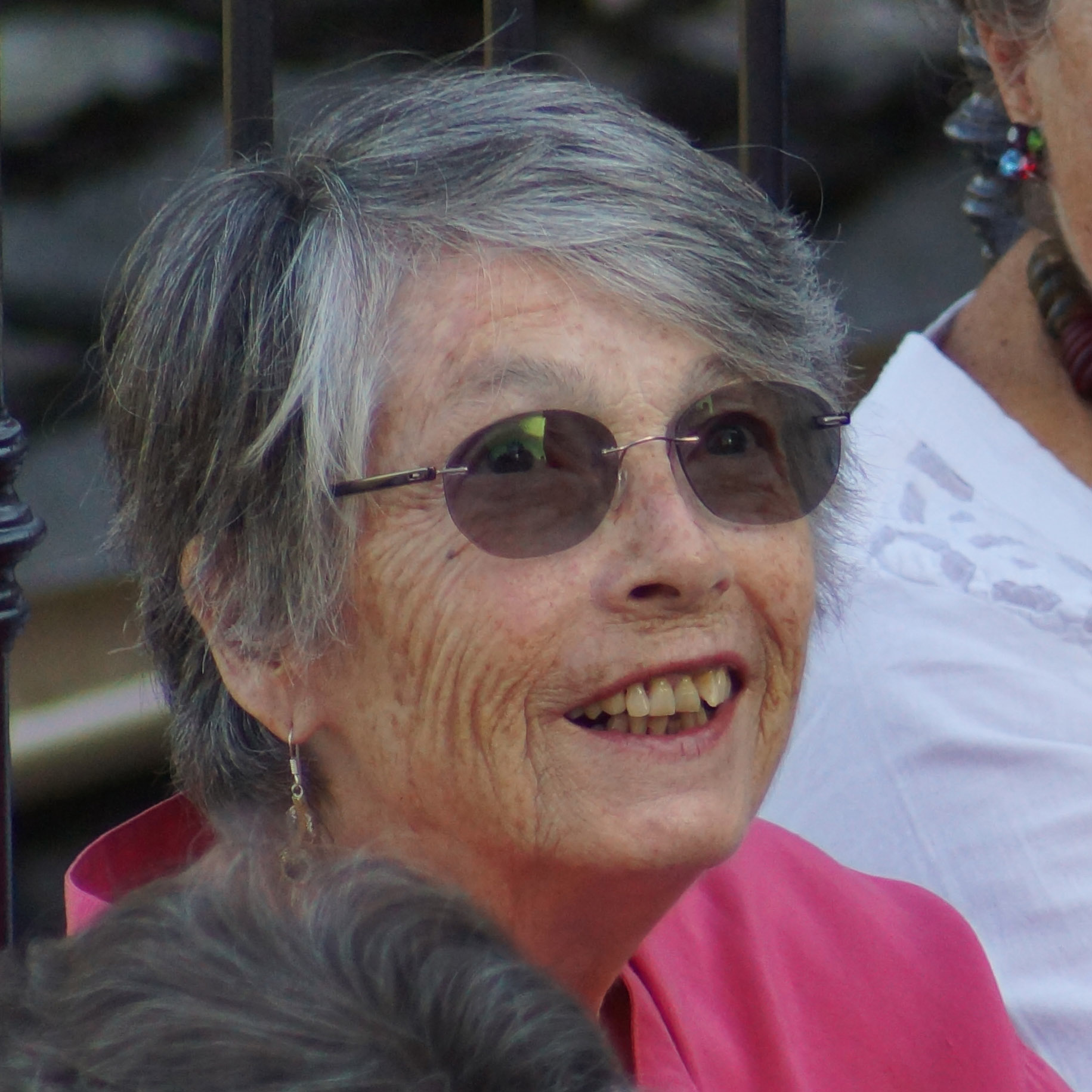
Denise de Casabianca (2014)

Denise Marie de Casabianca (* 1. August 1931 in Paris; † 1. Dezember 2020 ebenda) war eine französische Filmeditorin.

## Leben
Denise de Casabianca kam 1931 als Tochter von Antoinette (geb. Flot) und Louis de Casabianca in Paris zur Welt. Nach einer Mitarbeit als Schnittassistentin an Jules Dassins Kriminalfilmklassiker Rififi (1955) war de Casabianca regelmäßig als Editorin beim Film tätig. Ihren ersten eigenständigen Schnitt lieferte sie mit Jacques Rivettes Kurzfilmkomödie Schach – und andere Spiele (1956), worauf 1957 der Kurzfilm Le Bel indifférent von Jacques Demy folgte. Für das Filmdrama Sie nannten ihn Rocca (1961) mit Jean-Paul Belmondo und Christine Kaufmann kam de Casabianca unter der Regie von Jean Becker zum Einsatz. Mit Rivette arbeitete sie erneut für die Filmdramen Paris gehört uns (1961) und Die Nonne (1966) zusammen.
Daraufhin stand sie als Editorin mehrfach Regisseur Barbet Schroeder zur Seite, wie etwa bei den Filmdramen More – mehr – immer mehr (1969) und Maîtresse (1975). Im Jahr 1984 war sie für den César in der Kategorie Bester Schnitt für Patrice Chéreaus Filmdrama Der verführte Mann – L’Homme blessé nominiert, unterlag jedoch Jacques Witta. Zuletzt war sie 1999 bei Raúl Ruiz’ starbesetzter Proust-Verfilmung Die wiedergefundene Zeit für den Schnitt zuständig.
Aus der Ehe mit dem Regisseur Alain Cavalier ging die gemeinsame Tochter Camille de Casabianca (* 1957) hervor, die als Schauspielerin und Regisseurin ebenfalls im Filmgeschäft tätig ist. Nach der Scheidung von Cavalier heiratete Denise de Casabianca Daniel Goldenberg.

## Filmografie (Auswahl)
- 1956: Schach – und andere Spiele (Le Coup du berger) (Kurzfilm)
- 1957: Le Bel indifférent (Kurzfilm)
- 1958: Philippe (Kurzfilm)
- 1961: Zwischenfall auf der Eulenfluss-Brücke (La Rivière du hibou) (Kurzfilm)
- 1961: Die Beute des Schattens (La Proie pour l’ombre)
- 1961: Sie nannten ihn Rocca (Un nommé La Rocca)
- 1961: Paris gehört uns (Paris nous appartient)
- 1962: La Rivière du hibou (Kurzfilm)
- 1963: Die Abgründe (Les Abysses)
- 1963: La Belle vie
- 1966: Une balle au cœur
- 1966: Die Nonne (La Religieuse)
- 1969: More – mehr – immer mehr (More)
- 1972: La Vallée
- 1972: Out 1: Spectre
- 1973: Die Mama und die Hure (La Maman et la Putain)
- 1975: Maîtresse
- 1978: On peut le dire sans se fâcher
- 1982: Die Wiederkehr des Martin Guerre (Le Retour de Martin Guerre)
- 1983: Der verführte Mann – L’Homme blessé (L’Homme blessé)
- 1984: Die Spieler (Tricheurs)
- 1989: Les Deux Fragonard
- 1991: Gesichter der Schweiz (Visages Suisses) (Dokumentarfilm)
- 1992: Das verlorene Halsband der Taube (Le Collier perdu de la colombe)
- 1992: Nous deux
- 1994: Fado majeur et mineur
- 1995: L’Année Juliette
- 1996: Kuss-Kuss in Paris (Salut cousin!)
- 1999: Die wiedergefundene Zeit (Le Temps retrouvé, d’après l’oeuvre de Marcel Proust)

## Auszeichnungen
- 1984: Nominierung für den César in der Kategorie Bester Schnitt für Der verführte Mann – L’Homme blessé